# Pennington Gap
Pennington Gap é uma cidade  localizada no estado norte-americano de Virginia, no Condado de Lee.

## Demografia
Segundo o censo norte-americano de 2000, a sua população era de 1781 habitantes.
Em 2006, foi estimada uma população de 1756, um decréscimo de 25 (-1.4%).

## Geografia
De acordo com o United States Census Bureau tem uma área de
3,9 km², dos quais 3,9 km² cobertos por terra e 0,0 km² cobertos por água. Pennington Gap localiza-se a aproximadamente 512 m acima do nível do mar.

## Localidades na vizinhança
O diagrama seguinte representa as localidades num raio de 20 km ao redor de Pennington Gap.